# グラフTEPCO
グラフTEPCO（ぐらふてぷこ、英称:Graph TEPCO）は、東京電力が発行していた無料の広報誌である。

## 概要
各種生活情報や旅情報、東京電力の取り組み、料理のレシピ、クロスワードパズルなどが掲載されている。雑誌型となっており、サイズはB5変形。16ページで構成されている。東京電力のサービス地域を対象として、約81万部を発行している。サービス地域外に在住でも、後述の方法で配布している。

## 掲載内容
- 特集
- Close Up!
- おいしい IH Cooking
- チャレンジクイズ（クロスワード）
- ぶんでんでんこ（内田春菊作。4コマ漫画）

## 沿革
- 1953年に「東電グラフ」の誌名で創刊した[1]。 1954年10月号～1967月12月号についてはその後電子書籍化され、販売されている[2]。
- 1987年からグラフTEPCOとして発行[3]。
- 2008年3月号（第651号）で一時休刊となり、4月号よりウェブマガジンとして公開されていた。

## 配布方法
東京電力の営業部に電話・ファックス・郵便・インターネットでそれぞれ郵送の申し込み者に配布する。また、東京電力の各事業所の窓口、電力館、コンビニエンスストアで配布する。希望者にはダイレクトメールで配布している（電話による申込）。